# Frullania trinervis
Frullania trinervis là một loài rêu tản trong họ Jubulaceae. Loài này được (Lehm.) Lehm. & Lindenb. miêu tả khoa học lần đầu tiên năm 1843.